# 46 Dywizja Piechoty (Imperium Rosyjskie)
46 Dywizja Piechoty (ros. 46-я пехотная дивизия) – dywizja piechoty Armii Imperium Rosyjskiego, w tym okresu działań zbrojnych I wojny światowej.

## Charakterystyka
W 1914 wchodziła w skład 25 Korpusu Armijnego. Sztab dywizji stacjonował w Jarosławiu. W tym czasie dywizja etatowo posiadała cztery pułki po cztery bataliony oraz brygadę artylerii polowej z 6 bateriami po 8 dział. Doświadczenie zdobyte podczas walk na frontach I wojny światowej  skutkowało zmianami organizacyjnymi. Zimą z 1916 na 1917 rozpoczęto reorganizację dywizji piechoty. Zredukowano liczbę batalionów z 16 do 12 i zmniejszono liczbę dział polowych na mniej aktywnych odcinkach frontu.

## Struktura organizacyjna
Organizacja w 1914
- 1 Brygada Piechoty (Jarosław)
  - 181 Ostrołęcki pułk piechoty (Jarosław)
  - 182 Grochowski pułk piechoty (Rybińsk)
- 2 Brygada Piechoty (Kostroma)
  - 183 Pułtuski pułk piechoty (Kostroma)
  - 184 Warszawski pułk piechoty (Szuja)
- 46 Brygada Artylerii (Jarosław)